# Destacamento de Ejército Kempf
El Destacamento de Ejército Kempf alemán (en alemán: Armeeabteilung Kempf) fue una formación con tamaño de ejército de la Wehrmacht en el frente oriental durante la II Guerra Mundial. Como parte del Grupo de Ejércitos Sur, el Destacamento Kempf entró en acción durante la Operación Cudadela, el intento alemán de aislar el saliente de Kursk y destruir una gran parte del Ejército soviético.

## Historia operacional
El destacamento fue formado el 1 de febrero como Armee-Abteilung Lanz, liderado por Hubert Lanz. El 21 de febrero de 1943 Lanz fue remplazado por Werner Kempf y el destacamento fue renombrado para reflejar este cambio. En febrero-marzo de ese año, el destacamento luchó en la Tercera batalla de Járkov.
El destacamento tomó parte en la batalla de Kursk. Empezando en la noche del 4/5 de julio de 1943, el III Cuerpo Panzer, la principal formación de ataque del Ejército de Kempf, encabezó el ataque al este de Belgorod. Después del fracaso de la operación, el Destacamento de Ejército Kempf se retiró con el resto del Grupo de Ejércitos Sur. Kempf fue relevado del mando el 17 de agosto de 1943. Fue remplazado por Otto Wöhler el 16 de agosto y el destacamento fue designado como el 8.º Ejército.
Orden de batalla de la Operación Citadel:
- III Cuerpo Panzer: 6.ª, 7.ª y 19.ª Divisiones Panzer y la 168.ª División de Infantería
- XI Cuerpo de Ejército: 106.ª, 198.ª,y 320.ª Divisiones de Infantería
- XLII Cuerpo de Ejército, 39.ª, 161.ª y 282.ª Divisiones de Infantería

## Comandantes
| N.º | Retrato | Comandante                                        | Desde                 | Hasta                 |
| --- | ------- | ------------------------------------------------- | --------------------- | --------------------- |
| 1   |         | General der Gebirgstruppe Hubert Lanz (1896-1982) | 1 de febrero de 1943  | 21 de febrero de 1943 |
| 2   |         | General der Panzertruppe Werner Kempf (1886-1964) | 21 de febrero de 1943 | 16 de agosto de 1943  |
| 3   |         | General der Infanterie Otto Wöhler (1894-1987)    | 17 de agosto de 1943  | 22 de agosto de 1943  |